# Беортвульф (король Мерсії)
Беортвульф (*Beorhtwulf, д/н —852) — король Мерсії у 840—852 роках.

## Життєпис
Був родичем Вігмунда (можливо небожем). Вперше згадується у грамоті короля Віглафа у 836 році. У 840 році після зречення короля Вігстана стає новим королем Мерсії. У 841 році посилив монетний двір у Лондоні. Також став карбувати власні монети в Рочестері.
У 841 році вперше володіння Мерсії було атаковано вікінгами — було сплюндровано узбережжя області Ліндсі. У 842 році вікінги захопили та пограбували Лондон, що належав Мерсії.
У 843 або 844 році у битві при Катіллі (за іншими відомостями — Кифейліогі) завдав поразки військам бриттського королівства Гвінед, в якій загинув король Марфин Фрич. Слідом за цим встановив владу над Гвінедом.
З 846 років почалися війни з королівством Вессекс за область на території сучасного графства беркшир. В результаті наприкінці 840-х років її було розділено між королівствами. Слідом за цим між державами дотримувалися мирні стосунки до кінця панування Беортвульфа.
У 849 році намагався змусити удову короля Вігмунда — Ельфледу — вийти заміж за свого сина Беортфріта задля зміцнення влади свого роду. Проти цього виступив колишній король Вігстан, якого під час суперечки Беортвульф вбив.
У 851 році до Британії вдерлися дві армії вікінгів: одна висадилася на островах Танет, Шеппі, а інша знову захопила Лондон, потім заграбувала Кент. Беортвульф виступив проти вікінгів, але зазнав нищівної поразки. Лише втручання Етельвульфа, короля Вессексу, який переміг вікінгів у битві при Аклеї, врятувало англосаксонські королівства.
У 852 році проти Беортвульфа виступив Етельвульф Вессекський, проте Мерсії вдалося відбитися. Можливо, в цій битві загинув син Беотфріт або під час придушення повстання в Гвінеді. Невдовзі після цього Беортвульф помер. Йому спадкував родич Бурґред.

## Родина
Дружина — Сетрита
Діти:
- Беотрік
- Беотфріт